# Campeonato Asiático de Atletismo de 2013 - Salto com vara masculino
A prova do salto com vara masculino do Campeonato Asiático de Atletismo de 2013 foi disputada no dia 3 de julho de 2013 no Shree Shiv Chhatrapati Sports Complex em Pune, na Índia. 

## Recordes
Antes desta competição, os recordes mundiais e do campeonato nesta prova eram os seguintes:
|                       | Nome             | Nacionalidade | Altura  | Local     | Data                 |
| --------------------- | ---------------- | ------------- | ------- | --------- | -------------------- |
| Recorde mundial       | Sergey Bubka     | Ucrânia       | 6m 14cm | Sestriere | 31 de julho de 1994  |
| Recorde do campeonato | Grigoriy Yegorov | Cazaquistão   | 5m 70cm | Manila    | 2003                 |
| Recorde asiático      | Grigoriy Yegorov | Cazaquistão   | 5m 90cm | Estugarda | 19 de agosto de 1993 |

## Medalhistas
| Ouro               | Prata        | Bronze            |
| Xue Changrui (CHN) | Lu Yao (CHN) | Jin Min-Sub (KOR) |

## Cronograma
Todos os horários são locais (UTC+5:30).
| Data       | Hora  | Evento |
| ---------- | ----- | ------ |
| 3 de julho | 17:00 | Final  |

## Final
A final da prova ocorreu dia 3 de julho às 17:00.
| Posição           | Atleta               | Nacionalidade | 4.70 | 4.90 | 5.10 | 5.20 | 5.30 | 5.40 | 5.60 | 5.76 | Resultados | Notas |
| ----------------- | -------------------- | ------------- | ---- | ---- | ---- | ---- | ---- | ---- | ---- | ---- | ---------- | ----- |
| Medalha de ouro   | Xue Changrui         | China         | –    | –    | –    | o    | –    | o    | o    | xxx  | 5.60       |       |
| Medalha de prata  | Lu Yao               | China         | –    | –    | o    | o    | xxx  |      |      |      | 5.20       |       |
| Medalha de bronze | Jin Min-Sub          | Coreia do Sul | –    | –    | –    | xo   | xxx  |      |      |      | 5.20       |       |
| 4                 | Baurzhan Serikbayev  | Cazaquistão   | –    | o    | xo   | xo   | xxx  |      |      |      | 5.20       |       |
| 5                 | Ryo Tanaka           | Japão         | o    | o    | xxo  | xxx  |      |      |      |      | 5.10       |       |
| 5                 | Hsieh Chia-Han       | Taipé Chinesa | –    | o    | xxo  | xxx  |      |      |      |      | 5.10       |       |
| 7                 | Kreeta Sintawacheewa | Tailândia     | o    | xo   | xxx  |      |      |      |      |      | 4.90       |       |
| 7                 | Balakrishna P.       | Índia         | o    | xo   | xxx  |      |      |      |      |      | 4.90       |       |
| 9                 | Sompong Saombankuay  | Tailândia     | xo   | xxx  |      |      |      |      |      |      | 4.70       |       |
| 9                 | Iskandar Alwi        | Malásia       | xo   | xxx  |      |      |      |      |      |      | 4.70       |       |
| 10 !              | Mohsen Rabbani       | Irão          | –    | xxx  |      |      |      |      |      |      | NM         |       |
| 10 !              | Praveen Kumar        | Índia         | xxx  |      |      |      |      |      |      |      | NM         |       |

Legenda
| Recorde mundial       | Recorde mundial (World record)               |                       | Recorde africano                      | Recorde africano (African) |                                           | Q | Classificado por posição (Qualified) |
| Recorde do campeonato | Recorde do campeonato (Championship record)  | Recorde da América    | Recorde da América (Americas)         | q                          | Classificado por melhor tempo (Qualified) |   |                                      |
| Melhor marca do ano   | Melhor marca do ano (World leading)          | Recorde asiático      | Recorde asiático (Asian)              | DNS                        | Não largou (Did not start)                |   |                                      |
| Recorde nacional      | Recorde nacional (National record)           | Recorde europeu       | Recorde europeu (European)            | DNF                        | Não terminou (Did not finish)             |   |                                      |
| Recorde pessoal       | Recorde pessoal do atleta (Personal best)    | Recorde da Oceania    | Recorde da Oceania (Oceania)          | DSQ / DQ                   | Desclassificado (Disqualified)            |   |                                      |
| Recorde da temporada  | Recorde da temporada do atleta (Season best) | Recorde sul-americano | Recorde sul-americano (South America) | NM                         | Sem marca (No mark)                       |   |                                      |